# オープンソースハードウェア
オープンソースハードウェア（英: Open source hardware、OSH、OSHW）とは、自由ソフトウェアやオープンソースソフトウェアと同じ形態で設計されるコンピュータや電子機器を指す。類似の用語としてオープン設計があるが、オープン設計は単にデファクトスタンダードに準拠した設計を指す場合もある。オープンソースハードウェアの例としては、シンピュータプロジェクトがある。

## 概要
オープンソースハードウェア開発の原動力となった出来事として、2002年にコフィー・アナンが世界情報社会サミットで発表した「シリコンバレーへの挑戦」がある。新しい概念であり、また、ソフトウェアとハードウェアの設計上の違いもあって、オープンソースハードウェアについての共通認識は出来上がっていない。
ハードウェアは製造コストがかかるため、オープンソースのソフトウェアの定義がそのまま適用できるわけではない。オープンソースハードウェアは、フリー/オープンソースのソフトウェアを使ったハードウェアを指す場合と、ハードウェアの概要・設計・実装などの情報をフリーなライセンスで提供することを指す場合がある。いずれにしても、ハードウェアの設計や基板上の部品配置などの情報が含まれる。
プログラマブルロジックデバイスによる再構成可能コンピューティングが登場し、オープンソースハードウェアの一種として論理設計の共有も出てきた。これは、集積回路群の配線図ではなく、HDLコードを共有する。これはオープンソースのソフトウェアとは異なる。HDL記述は FPGA や ASIC を使った System-on-a-chip の設計図として扱われる。HDLモジュールは IPコアとして流通する。

## 具体例

### 3次元プリンタ
- RepRap - オープンソースの自己複製型3次元プリンタ
  - Lunavast Prusa 3Dプリンターキット - RepRap Prusaベースの3Dプリンターキット
  - The Clanking Replicator Project - RepRap からの派生
- Fab@Home - オープンソースのデスクトップ製造システム
- OpenSLS - オープンソースのSLS方式の3次元プリンタ

### コンピュータ関連
- Arduino - Atmel AVR を中心として単純なI/Oを備えたオープンソースのコンピュータ基板。オープンソースの言語 Processing による開発環境がある。
- OpenSPARC - 既存の UltraSPARC T1 を元にしたサン・マイクロシステムズのプロジェクト
- Open OEM - オープンソースのコンピュータを作るプロジェクト
- OpenRISC - 高性能オープンソースRISCCPUを作るプロジェクト
- OpenBook - $100 ラップトップと商用のタブレットPCの中間的な設計により、タブレットPCを低価格化して普及を促進しようとするプロジェクト
- シンピュータ - 発展途上国での利用を目的としたハンドヘルドコンピュータ
- LEON - オープンソースのSPARC互換32ビットRISC CPU
- Open Graphics Project - グラフィックスカードのオープンな標準規格を設計しようというプロジェクト
- Balloon Project - ARMアーキテクチャ（XScaleなど）を使ったオープンな設計のコンピュータ基板。
- ECB AT91 - Atmel AT91RM9200 ARM9 processor (180 MHz) を使ったワンボードマイコン。Linuxが動作する。
- PLAICE - オープンソースのハードウェアおよびソフトウェアのプロジェクト。FLASHプログラマ、メモリエミュレータ、高速多チャンネル・ロジックアナライザといった機能を1つの機器で実現する。 uClinux が動作する。
- A級リーグ指し手１号 - ハードウェア将棋エンジンの開発プロジェクト
- Morphy One - HP200LXの後継として1999年に日本で企画された小型パソコン。2003年に頓挫した。

### 組織
- OpenCores - オープンソースの各種IPコアを設計するコミュニティ群のベースを提供する（ソフトウェアにおける SourceForge.net のようなもの）。チップ内のオープンなバス仕様 Wishbone を保守している。

### 電話
- TuxPhone - オープンソースの GSM/GPRS 携帯電話を開発するプロジェクト
- OpenMoko

### 自動車
- c,mm,n - オープンソースの原則に則って環境にやさしい自動車を設計しようというオランダのプロジェクト
- OScar (open source car) - オープンソースの原則に則った自動車設計プロジェクト
- Open Source Velomobile Development Project - ベロモービル自作支援サイト
- Open Source Green Vehicle -  環境にやさしいSUVを設計するプロジェクト
- EVProduction club - オープンソースの電気自動車を開発しようとしている団体

### その他
- RONJA - オープンソースの光学通信システム。距離は最大 1.4 km、全二重通信で 10 M bps を達成する。
- Neuros "Open Source Device"  - オープンソースで低価格のセットトップボックス型機器。
- gEDA - GPLベースのEDAツール
- Daisy - オープンソースの MP3 プレイヤー
- OSMC - オープンソースのモーター制御プロジェクト。主にロボット工学での利用を意図しているが、低馬力の電気自動車にも応用できる。
- Monome 40h - 64個の再構成可能なバックライト付きボタンのパネル。音楽に合わせて表示を変える。設計の詳細は全て同サイトで公開されている。
- SHPEGS - オープンソースの太陽熱発電システム。
- OpenKnit - オープンソースの編機。
- OpenBuilds - オープンソースのCNCフライス盤と、その部品となるリニアスライダーなどの設計。